# Anacroneuria v-nigrum
Anacroneuria v-nigrum är en bäcksländeart som först beskrevs av Navás 1932.  Anacroneuria v-nigrum ingår i släktet Anacroneuria och familjen jättebäcksländor. Inga underarter finns listade i Catalogue of Life.